# Circuitos de señal mixta

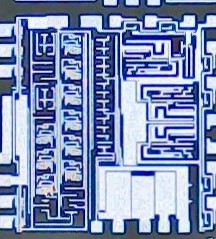
Circuito integrado de señal mixta

Los circuitos de señal mixta son circuitos integrados que contienen circuitos analógicos y digitales combinados en un solo semiconductor.
Hasta mediados de los 90, se trataban generalmente de circuitos integrados para conversión analógica-digital, conversión digital-analógica, módems, alimentación electrónica o circuitos integrados de búfer digital. Los circuitos de sonido digital están controlados también por circuitos de señal mixta. Con el nacimiento de las tecnologías celular y de redes, esta categoría incluye también circuitos integrados para teléfonos celulares o móviles, emisiones de radio por software y router WAN y LAN. 
Los desafíos particulares de la señal mixta incluyen:
- La tecnología de CMOS es generalmente óptima para el desempeño digital y escalado mientras los transistores bipolares son generalmente óptimos para el desempeño analógico, pero hasta la última década ha sido difícil la combinación de estos de forma rentable o diseñar ambos sistemas analógico y digital en una sola tecnología sin problemas graves de rendimiento. La aparición de tecnologías como la CMOS de altas prestaciones, CMOS SOI y SiGe han facilitado su desarrollo al eliminar muchos de los requisitos técnicos que antes eran necesarios.

- Probar el funcionamiento correcto de los circuitos integrados de señal mixta sigue siendo complejo, costoso y a menudo debe realizarse de uno en uno..

- Las metodologías sistemáticas de diseño, en comparación con los métodos de diseño digital, son mucho más primitivas en el diseño analógico y de señal mixta. Generalmente, el diseño analógico de circuitos no puede ser automatizado al nivel que se consigue en los circuitos digitales. Combinar las dos tecnologías multiplica esta complicación.